# Карлинда
Карлинда (порт. Carlinda) — муниципалитет в Бразилии, входит в штат Мату-Гросу. Составная часть мезорегиона Север штата Мату-Гроссу. Входит в экономико-статистический микрорегион Алта-Флореста. Население составляет 9065 человек на 2006 год. Занимает площадь 2417,212 км². Плотность населения — 3,8 чел./км².

## История
Город основан 1 января 2001 года.

## Статистика
- Валовой внутренний продукт на 2003 год составляет 51 221 260,00 реалов (данные: Бразильский институт географии и статистики).
- Валовой внутренний продукт на душу населения на 2003 год составляет 4856,48 реалов (данные: Бразильский институт географии и статистики).
- Индекс развития человеческого потенциала на 2000 год составляет 0,700 (данные: Программа развития ООН).